# Hà Sỹ Huân
Hà Sỹ Huân (sinh ngày 16 tháng 6 năm 1978, người Tày) là Đại biểu Quốc hội nước Cộng hòa xã hội chủ nghĩa Việt Nam. Ông hiện là Tỉnh ủy viên, Giám đốc Sở Nông nghiệp và Phát triển nông thôn tỉnh Bắc Kạn, Ủy viên Ủy ban Kinh tế của Quốc hội, Đại biểu Quốc hội khóa XV từ Bắc Kạn. Ông từng là Bí thư Huyện ủy Ba Bể; Chủ tịch Ủy ban nhân dân huyện Chợ Đồn, Bắc Kạn.
Hà Sỹ Huân là đảng viên Đảng Cộng sản Việt Nam, học vị Thạc sĩ Lâm nghiệp, Cao cấp lý luận chính trị. Ông có sự nghiệp đều công tác ở quê nhà Bắc Kạn.

## Xuất thân và giáo dục
Hà Sỹ Huân sinh ngày 16 tháng 6 năm 1978 tại xã Yên Phong, huyện Chợ Đồn, tỉnh Bắc Kạn. Ông lớn lên và tốt nghiệp phổ thông ở Chợ Đồn, học đại học ở Hà Nội và tốt nghiệp Cử nhân Lâm nghiệp ở Học viện Nông nghiệp Việt Nam, sau đó tiếp tục học cao học và nhận bằng Thạc sĩ Lâm nghiệp. Ông được kết nạp Đảng Cộng sản Việt Nam vào ngày 20 tháng 3 năm 2006, trở thành đảng viên chính thức sau đó 1 năm, từng theo học các khóa chính trị ở Học viện Chính trị Quốc gia Hồ Chí Minh và tốt nghiệp Cao cấp lý luận chính trị.

## Sự nghiệp
Tháng 1 năm 2001, sau khi tốt nghiệp đại học, Hà Sỹ Huân trở về Bắc Kạn, bắt đầu sự nghiệp ở vị trí Cán bộ tăng cường xóa đói giảm nghèo tại xã Yên Nhuận, huyện Chợ Đồn, tỉnh Bắc Kạn, nay là xã Yên Phong, huyện Chợ Đồn. Được nửa năm ở Yên Nhuận, ông được điều chuyển sang xã Ngọc Phái, huyện Chợ Đồn, tiếp tục làm Cán bộ tăng cường xóa đói giảm nghèo ở đây thêm nửa năm, tới tháng 1 năm 2002 thì là Cán bộ dự án ổn định và di dời đồng bào H’Mông tại xã Bình Trung và Nam Cường, huyện Chợ Đồn. Tháng 11 năm 2002, ông được điều tới Văn phòng Hội đồng nhân dân và Ủy ban nhân dân huyện Chợ Đồn làm chuyên viên. Tháng 5 năm 2006, ông chuyển sang công tác Đoàn Thanh niên Cộng sản Hồ Chí Minh huyện Chợ Đồn, làm Phó Bí thư Huyện đoàn Chợ Đồn khóa XIV, rồi Bí thư Huyện đoàn từ tháng 1 năm 2007. Tháng 1 năm 2009, ông được luân chuyển, giữ chức Trưởng phòng Nông nghiệp và Phát triển nông thôn huyện Chợ Đồn, đến tháng 11 năm 2011 thì được bổ nhiệm làm Phó Chủ tịch Ủy ban nhân dân huyện Chợ Đồn. Ông giữ chức vụ này 1 nhiệm kỳ, đến tháng 6 năm 2016 thì thăng chức là Phó Bí thư Huyện ủy, Chủ tịch Ủy ban nhân dân huyện Chợ Đồn.
Tháng 12 năm 2019, Hà Sỹ Huân được điều tới huyện Ba Bể, nhậm chức Bí thư Huyện ủy Ba Bể, được bầu bổ sung làm Ủy viên Ban Chấp hành Đảng bộ tỉnh Bắc Kạn, rồi tái đắc cử Tỉnh ủy viên tại Đại hội Đảng bộ tỉnh Bắc Kạn lần thứ XII, nhiệm kỳ 2020–2025. Năm 2021, với sự giới thiệu của Ủy ban Mặt trận Tổ quốc Việt Nam tỉnh, ông tham gia ứng cử đại biểu Quốc hội từ Bắc Kạn, bầu cử ở đơn vị bầu cử số 1 gồm huyện Ba Bể, Ngân Sơn, Na Rì, Pác Nặm, rồi trúng cử Đại biểu Quốc hội khóa XV, Ủy viên Ủy ban Kinh tế của Quốc hội với tỷ lệ 59,34%. Ngày 1 tháng 7 năm 2021, ông được miễn nhiệm ở Ba Bể, được bổ nhiệm làm Giám đốc Sở Nông nghiệp và Phát triển nông thôn tỉnh Bắc Kạn, kế nhiệm Phó Chủ tịch Nông Quang Nhất.